# Bolivar (Métro Paris)

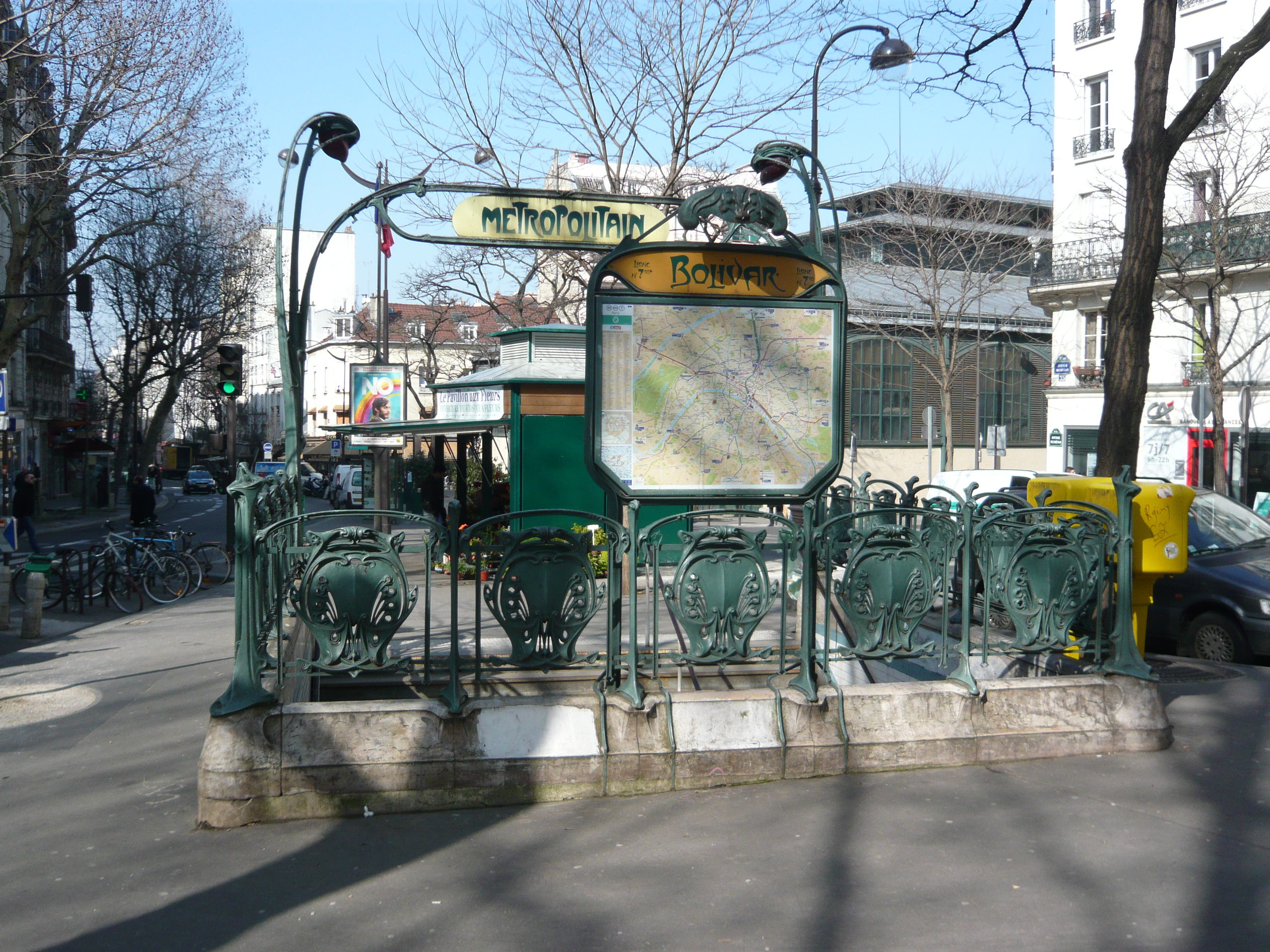
Von Hector Guimard gestalteter Zugang

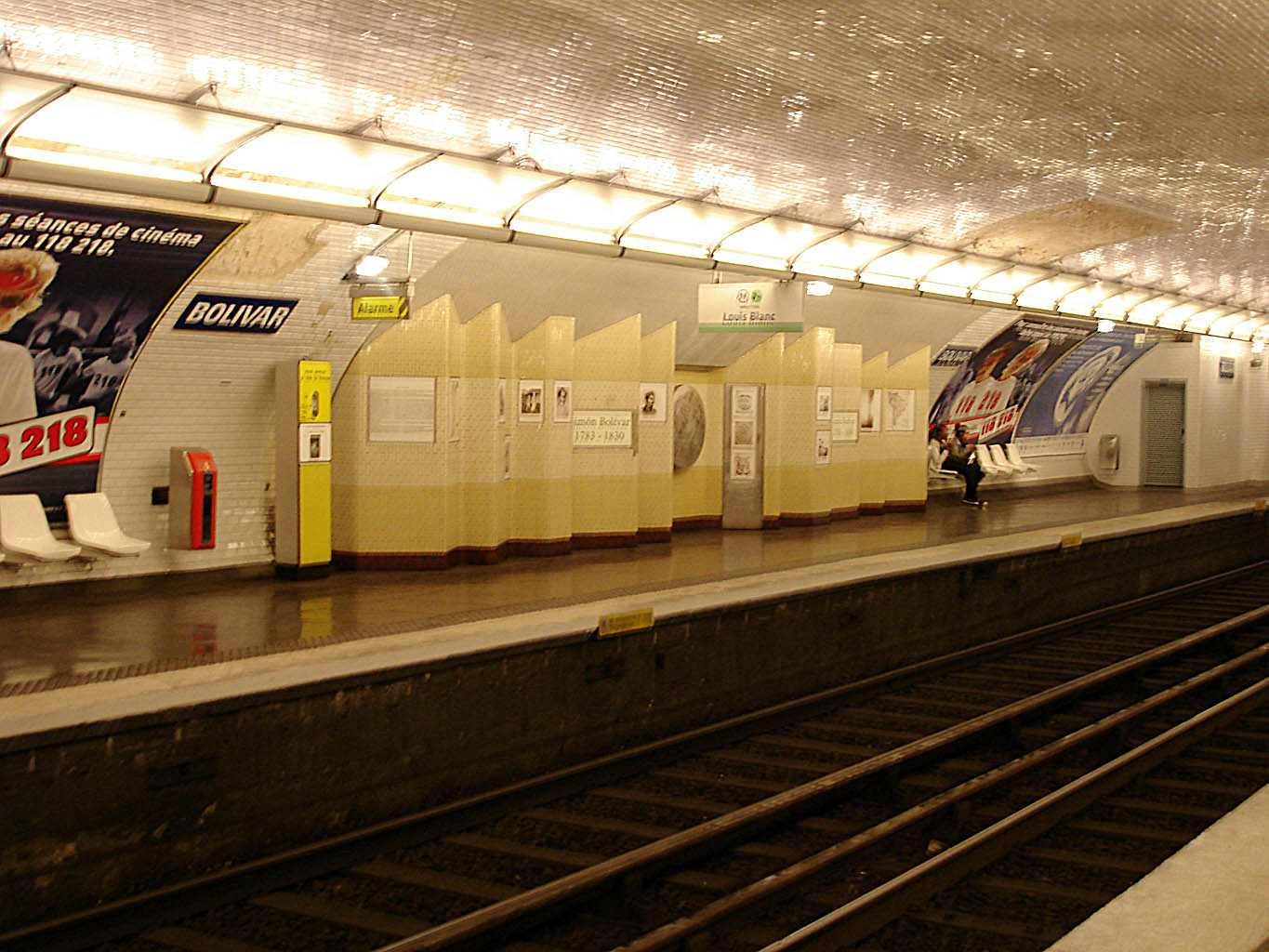
Mit Tafeln wird am nördlichen Bahnsteig Simón Bolívars gedacht

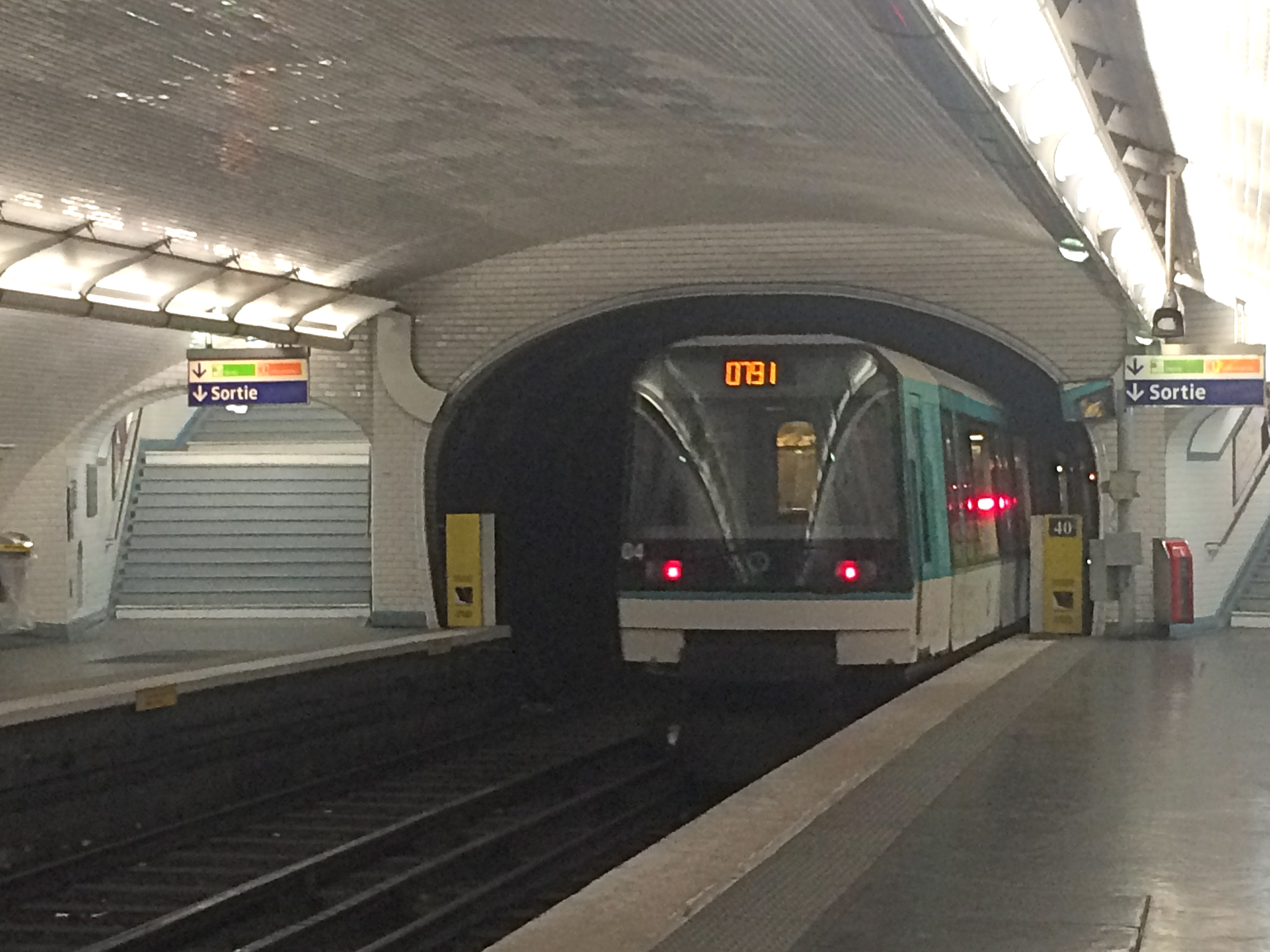
Richtung Louis Blanc ausfahrender Zug der Baureihe MF 88

Bolivar [bɔlivaʁ] ist eine unterirdische Station der Linie 7bis der Pariser Métro.

## Lage
Die Station befindet sich im Quartier du Combat des 19. Arrondissements von Paris. Sie liegt längs unter der Avenue Secrétan.

## Name
Namengebend ist die dort beginnende Avenue Simon Bolivar. Simón Bolívar (1783–1830), genannt „El Libertador“, gilt als Held der südamerikanischen Unabhängigkeitskriege. Der Verehrer Napoleon Bonapartes führte die südamerikanische Unabhängigkeitsbewegung gegen die spanischen Kolonialherren in mehreren mittel- und südamerikanischen Staaten an. Er gründete die Republik Großkolumbien, seine Hoffnung, ganz Lateinamerika zu einen, konnte er aber nicht verwirklichen.

## Geschichte
Die Station wurde am 18. Juli 1911 mit der Eröffnung des östlichen Zweigs der Linie 7 von Louis Blanc zur Station Pré-Saint-Gervais in Betrieb genommen. Seit dem 3. Dezember 1967 wird auf der Strecke Louis Blanc – Pré-Saint-Gervais die neu eingerichtete, unabhängige Linie 7bis betrieben.
Im letzten Jahr des Ersten Weltkriegs ereignete sich in der Station Bolivar eine Katastrophe. Nach einem Bombenalarm mit nachfolgenden deutschen Bombenabwürfen in der Nähe der Station kam es in der Nacht vom 11. auf den 12. März 1918 zu einer Massenpanik unter den Menschen, die den als Schutzbunker ausgewiesenen U-Bahnhof aufsuchten. Schon auf den Treppen war das Gedränge so groß, dass es nicht mehr gelang, die Zugangstüren zu den Bahnsteigen zu öffnen, da sich diese Türen nur nach außen öffnen ließen. Insgesamt starben 66 Personen, darunter 29 Frauen und 30 Kinder: sie wurden erdrückt oder erstickten bzw. wurden, als die Türen endlich nachgaben, überrannt. Als Folge dieses Dramas wurden die Türen der Stationen dahingehend geändert, dass sie in beide Richtungen beweglich waren.

## Beschreibung
Die 75 m lange Station liegt unter einer elliptischen, weiß gefliesten Gewölbedecke, zwei Seitenbahnsteige liegen an den beiden Streckengleisen. Sie hat nur einen Zugang an der Einmündung der Avenue Simon Bolivar in die Avenue Secrétan. Der von Hector Guimard im Stil des Art Nouveau gestaltete Eingangsbereich wurde erst 1987 dorthin verbracht, er befand sich vorher an der Station Barbès – Rochechouart.
Am Bahnsteig in Richtung Louis Blanc wird auf Schautafeln über Simón Bolívar informiert.

## Fahrzeuge
Im Juli 1980 wurden die bis dahin auf der Linie verkehrenden Sprague-Thomson-Züge, die dort zuletzt nur mit vier Wagen verkehrten, innerhalb weniger Wochen durch solche der Baureihe MF 67 ersetzt. Die MF 67 „F“ liefen zunächst in der klassischen Konfiguration als Fünf-Wagen-Züge und wurden später durch Vier-Wagen-Züge der Bauserie „E“ abgelöst.
Seit Januar 1994 ist die kurze Linie 7bis die einzige im Netz der Pariser Métro, die – nach einer Übergangszeit bis zum 30. Dezember 1994 ausschließlich – von der nur neun Drei-Wagen-Züge umfassenden Baureihe MF 88 befahren wird.

## Fahrgastzahlen
Mit nur knapp 650.000 zusteigenden Fahrgästen im Jahr 2013 ist Bolivar eine der am wenigsten besuchten Stationen, sie liegt auf Platz 299 unter den 303 Pariser U-Bahnhöfen.